# Facteur d'autobus
Pour les articles homonymes, voir facteur.

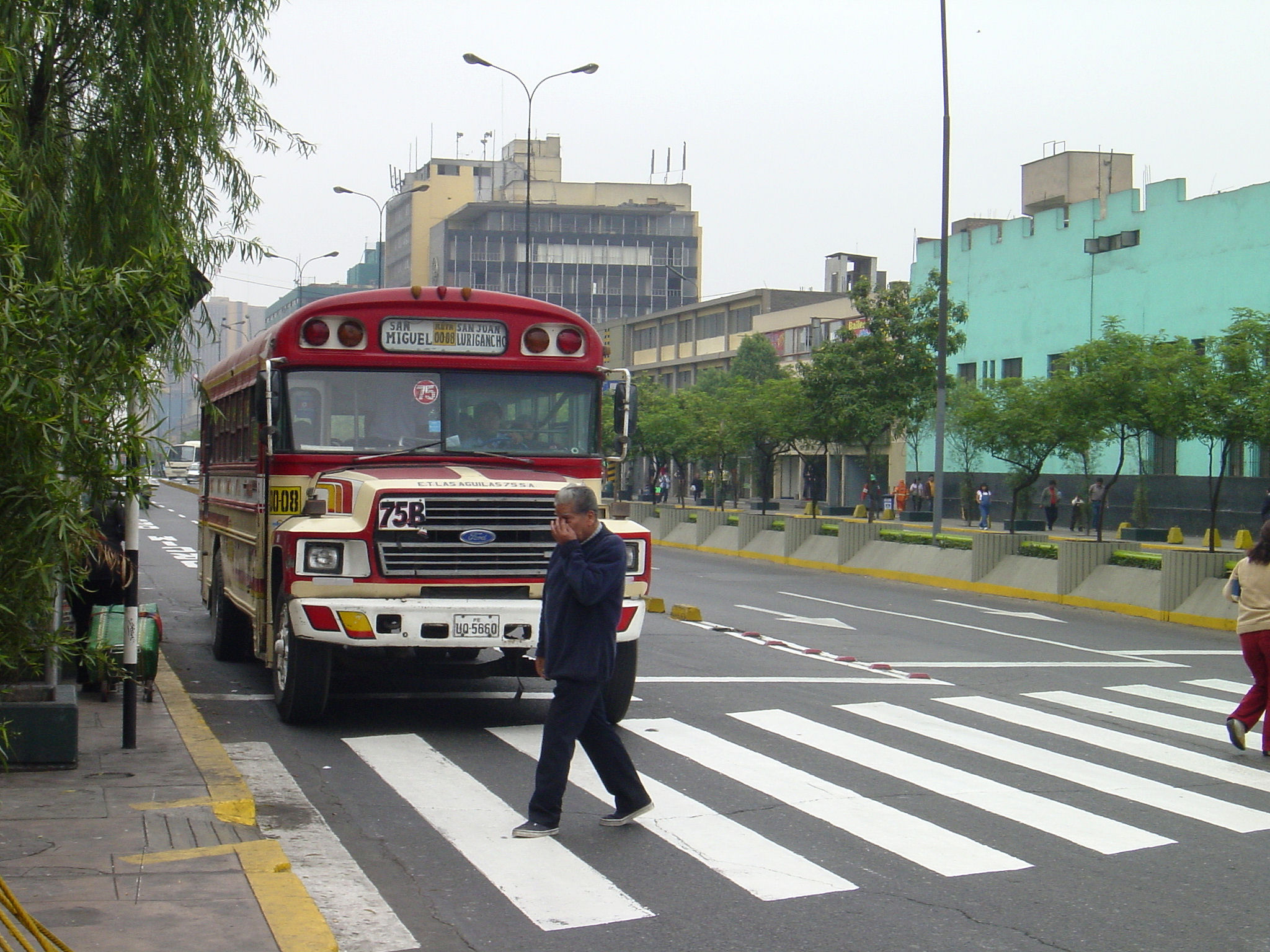
Le projet échouera-t-il si l'un des membres est heurté par un autobus ?

Le facteur d'autobus (de l'anglais bus factor, aussi appelé truck factor ou lottery number) est une mesure du risque dû à l'absence de partage d'informations et de compétences entre les membres d'une équipe. Le terme vient de la phrase « Combien de personnes clés dans votre équipe peuvent se faire renverser par un autobus avant que votre projet échoue ? ».
Le concept est similaire à l'idée beaucoup plus ancienne d'assurance homme clé, mais il tient compte en plus des conséquences de la perte d'experts techniques clés, par opposition aux cadres dirigeants qui sont théoriquement remplaçables à un coût assurable. Le personnel doit être à la fois clé et irremplaçable pour contribuer au facteur autobus. La perte d'une personne remplaçable ou non clé n'aurait ainsi pas d'effet sur la mesure du risque.
Le terme a d'abord été utilisé en développement logiciel, lorsqu'un membre de l'équipe développe des composants critiques sans rendre accessible son travail aux autres membres de l'équipe, par exemple du fait de l'absence de documentation. Ainsi, un composant clé serait effectivement inutilisable en l'absence de ce membre de l'équipe, ce qui rend le membre en question indispensable à l'avancement du projet.

## Définition
Le « facteur d'autobus » est le nombre minimum de membres de l'équipe qui peuvent disparaître soudainement d'un projet avant que celui-ci ne s'arrête par manque de personnel compétent ou bien informé. Par exemple, supposons qu'une équipe de 30 personnes produit du pain en trois étapes : le mélange des ingrédients, le pétrissage de la pâte et la cuisson. Dix personnes savent comment mélanger les ingrédients, les 30 personnes savent comment pétrir la pâte, et 5 personnes savent comment cuire au four. Si les 5 personnes qui savent cuire disparaissent, alors l'équipe ne peut pas produire de pain, donc le facteur d'autobus de l'équipe est de 5. 

## Augmenter le facteur d'autobus
Il existe plusieurs approches permettant d'augmenter le facteur d'autobus :
- Développer la polyvalence des membres de l'équipe, notamment en travaillant en binôme sur les sujets les plus critiques.
- Organiser des réunions d’avancement pour partager l'information.
- Donner du temps aux personnes porteuses d'un « facteur d'autobus » pour qu’elles transfèrent régulièrement leurs compétences aux autres.